# Sebilj
Sebilj ili sebil je arapska riječ u značenju „put”, ali kao izraz označava dobrotvornu, vrlo staru instituciju, fontanu posebnog oblika na trgovima, na kojoj je sebiljdžija zahvatao vodu iz korita i besplatno napajao žedne.
Postoji veliki broj sebilja u Turskoj, naročito Istanbulu, ali i van Turske u mnogim drugim državama u kojima većinu stanovnika čine muslimani ili su nekada pripadale Osmanskom carstvu. Među najpoznatijim sebiljima je Sarajevski sebilj koji je jedan od simbola Sarajeva.

## Sarajevski sebilj
Sebilj na Baščaršiji je jedini objekt te vrste u Sarajevu, izgrađen 1891. godine, verovatno po projektu Josipa Vancaša. Sebilj, kojeg je podigao 1754. godine bosanski vezir Mehmed-paša Kukavica, izgorio je u požaru 1852. godine, a nalazio se nešto niže od današnjeg. Kopiju Sarajevskog sebilja je kao prijateljski poklon grada Sarajeva dobio Beograd.